# عطا آباد (لارستان)
عطا آباد (بالفارسية: عطاآباد) (بالإنجليزية: Ataabad)‏، قرية في ناحية جويم (بالفارسية: بخش جويم)، قسم هرم الريفي، مقاطعة لارستان، محافظة فارس، إيران. يبلغ عدد سكانها حسب إحصاء عام 2006 ميلادية 32 نسمة في 6 عائلة.